# Ligne 97 du tramway de Bruxelles
Pour les articles homonymes, voir Ligne 97.
La ligne 97 du tramway de Bruxelles, qui a été créé le 2 juillet 2007, relie aujourd'hui, Louise au Dieweg, en desservant la partie haute d’Uccle, le centre de Forest et le centre de Saint-Gilles comme le faisait jadis la ligne 18.

## Histoire
- Créée le 2 juillet 2007, bien que la ligne 97 ait gardé les mêmes terminus que la ligne 91 autrefois, elle est déviée depuis Janson vers la barrière de Saint-Gilles et la place Saint-Denis pour rejoindre le Parking de Stalle depuis la Place Louise. Elle a été mise en service en remplacement des lignes 18 et 91 ;
- Le 6 avril 2009 : Dans le cadre de la restructuration du réseau, la ligne a dû abandonner la desserte de Stalle Parking pour être prolongée du Carrefour Stalle au Dieweg, reprenant ainsi entièrement l'ancienne ligne 18 au sud de Barrière ;
- Le 1er septembre 2011 : La ligne 97 retrouve son terminus Louise. Forte de son succès, elle fonctionne désormais toute la journée sur le tronçon Louise – Barrière, tous les jours. Elle offre ainsi à nouveau une relation directe entre la place Louise, la Barrière de Saint-Gilles, Forest Centre et la chaussée de Neerstalle[1].

## Tracé
La ligne 97 du tram de Bruxelles part de Louise en correspondance avec les Métro 2 et Métro 6 à Louise où elle renforce les lignes Tram 8, 92 et 93  jusqu'à la place Stéphanie. Ils se séparent des trams des lignes 8 et 93, et traversent la chaussée de Charleroi et la place Janson où elle se sépare de la ligne 92 et se superpose à la ligne 81, desservent Barrière, ancien terminus partiel de la ligne, puis empruntent l'avenue du Parc, la place de Rochefort et l'avenue Wielemans-Ceuppens afin d'aboutir à la place Léon Wielemans où elle renforce le tracé de la ligne 82 en journée et 32 en soirée après 20h. Ils empruntent l'avenue Van Volxem et bifurquent vers la droite après Zaman-Forest National. Les trams prennent ensuite la chaussée de Bruxelles, desservent la place Saint-Denis située à proximité des gares de Forest-Midi et de Forest-Est. Jusqu'au carrefour de Stalle où ils se séparent des 82 / 32, prennent la direction de la rue de Stalle et se superpose à la ligne 4 jusqu'au square Marlow puis suivent les trams 92 sur l'avenue de Wolvendael jusqu'à son terminus du Dieweg.

## Exploitation de la ligne
La ligne 97 est exploitée par la STIB. Elle fonctionne, environ entre 5 h 20 et 1 h tous les jours entre Louise et Dieweg.

### Fréquence
Les temps de parcours sont donnés à titre indicatif à partir du site de la STIB.
- En journée :
  - Du lundi au vendredi : C'est un tram toutes les 10 minutes en heure de pointe et toutes les 12 minutes en heure creuse et toutes les 15 minutes en soirée.
  - Vacances scolaires : c'est un tram toutes les 10 minutes en heure de pointe et toutes les 12 minutes en heure de creuse et toutes les 15 minutes en soirée.
    - Grandes vacances : C'est un tram toutes les 12 minutes en heure de pointe et toutes les 15 minutes en heure creuse et toutes les 15 minutes en soirée.

  - Les samedis : c'est un tram toutes les 20 minutes avant 10 h et ensuite toutes les 12 minutes et toutes les 15 minutes en soirée.
  - Les dimanches, toutes périodes confondues, c'est un tram toutes les 15 minutes toute la journée
- En soirée, toutes périodes confondues, c'est un tram toutes les 15 minutes.

### Matériel roulant
La ligne 97 est exploité en période scolaire en semaine de PCC 7700/7800, et PCC 7900. les week-end et vacances scolaire la ligne 97 est équipé PCC 7900 et T3000

### Tarification et financement
La tarification de la ligne est identique à celles des autres lignes (hors cas de la desserte de l'aéropport) exploitées par la STIB et dépend soit des titres Brupass et Brupass XL permettant l'accès aux réseaux STIB, TEC, De Lijn et SNCB soit des titres propres à la STIB valables uniquement sur ses lignes.
Le financement du fonctionnement de la ligne, entretien, matériel et charges de personnel, est assuré par la STIB.